# DGC Records
DGC Records (skrót od "David Geffen Company") – amerykańska wytwórnia płytowa będąca własnością Universal Music Group, obecnie działająca jako podwytwórnia Interscope Records. Rozpoczęła swą działalność w 1990 jako filia Geffen Records należąca do Warner Bros. Records. W 1991 została kupiona przez MCA Music Entertainment Group. 
Na chwilę obecną najlepiej sprzedającym się albumem wydanym przez wytwórnię jest Nevermind Nirvany z 1991. Album osiągnął sprzedaż dwudziestu pięciu milionów egzemplarzy na świecie, w tym 10 milionów w Stanach Zjednoczonych.